# Pierre de Mirmande
Pierre de Mirmande est un dignitaire de l'ordre de Saint-Jean de Jérusalem de la fin du XIIe siècle et du début du XIIIe. Il occupe la responsabilité de supérieur ad interim de l'Ordre dans l'intervalle entre la disparition de Geoffroy de Donjon et l'arrivée d'Alphonse de Portugal en Orient.
Augustin Chassaing écrit au sujet de Pierre de Mirmande : « C'est un hasard intéressant et bien rare que de rencontrer le point de départ en Occident d'un Hospitalier, appelé à commander, trente ans après en Orient, une des plus importantes places de guerre de l'ordre ».

## Biographie
C'est dans la charte le concernant que l'on trouve la première mention de Pierre de Mirmande. Elle date de mai 1163 au moment de son entrée dans l'ordre à la commanderie Saint-Jean du Puy :
« Notum sit omnibus futuris et presentibus quod ego Petrus de Mirmanda dono me ipsum Deo et pauperibus Hospitalis Jherusalem pro fratre  et servo. Anno ab incarnatione Domini M° C° LX° III°, mense [Mai]o, feria II, luna IIII, ego Petrus, et uxor mea Guillelma, et filii Odo, Stephanus, donamus et in perpetuum concedimus predicto Hospitali vicariam et omne jus quod habebamus a Gor lonc, in parrochia Sancti Johannis de Mirmanda, et unum mansum allas (corr : a las) Gastinas ; et hoc quod ibi Portafais habebat, donavit fratribus pauperibus Hospitalis. Hoc similiter donaverunt et laudaverunt filii ejus, Radulphus et Ugo frater ejus, et Bermonz.
Ego Guillelma, uxor Petri de Mirmanda, pro anniversario ipsius et parentum meorum, dono Hospitali Hierusalem I eminam sigilis in perpetuum in laboratu meo de Navas, in parrochia Sancti Christofori. Hoc similiter donaverunt et laudaverunt filii sui.
Hoc donum totum factum est in mani Stephani Isnelli, magistri Hospitalis Podii. Testes sunt : Geraldus Manz (corr : Manenz), Bertranz del Tavinno, Guillelmus Guitbautz ; Petrus Geraldus de Montpesleir ; Montainax, Paganus de Bar, Guigo de Borna, Pontius Bergoinz, Stephanus de Bouzol, Geraldus de Mauriac, Petrus Chalchaz. »
« Qu'il soit notifié à tous les hommes présents et futurs que moi Pierre de Mirmande, je me donne à Dieu et aux pauvres de l’Hôpital de Jérusalem en tant que frère et serviteur. L'an 1163 de l'incarnation du Seigneur, au mois de Mai, férie II, lune IIII, moi Pierre, mon épouse Guillemette et nos fils Odon et Étienne, nous donnons et concédons pour toujours la viguerie au susdit Hôpital ainsi que tout le droit que nous avions à Gourlong dans la paroisse de Saint-Jean de Mirmande et une propriété  aux Gâtines et ce que Portefaix avait là, il l'a donné aux frères pour les pauvres de l’Hôpital. De la même façon, ses fils Rodolphe et Hugo son frère ont donné et approuvé et Bermonde aussi.
Moi Guillemette, épouse de Pierre de Mirmande, pour son anniversaire et celui de mes parents, je donne à l'Hôpital de Jérusalem pour toujours une émine de seigle prise sur mon champ de Naves dans la paroisse de Saint-Christophe. Ses fils de la même façon ont approuvé et donné.
Ce don tout entier a été fait et reçu entre les mains d’Étienne Isnel, maître de l'Hôpital du Puy. Les témoins sont Gérard Manens, Bertrand de Tavin, Guilhem Guilbaut ; Pierre-Gérard de Montpellier ; Montagnac, Païen de Bar, Guigon de Borne, Pons Bergoin, Etienne de Bouzols, Gérard de Mauriac, Pierre Chauchat. »
Il est à noter qu'en ces temps-là, l'Ordre reçoit encore dans ses rangs, comme membre chevalier, des hommes mariés et même pourvus d'enfants.

### Terre sainte
On le retrouve comme frère en 1184 à Saint-Jean-d'Acre, sous le magistère de Roger de Moulins. Il est cité en avril 1185 dans un acte aux côtés de Geoffroy de Donjon. Tous deux sont simples frères sans fonction dans l'ordre.
En 1187, c'est la prise de la ville de Jérusalem par Saladin à la suite de la bataille de Hattin.
Selon des actes réalisés en janvier 1193,, le 21 août 1198, le 15 juin 1199 et le 6 septembre 1199,, nous savons qu'il est châtelain du Krak des Chevaliers sous le magistère de Geoffroy de Donjon élu autour du mois de janvier 1193.
Le 4 mars 1202, toujours sous le magistère de Geoffroy de Donjon qui disparaîtra pendant ou après l'été 1202, il est grand commandeur de l'ordre :
« Petrus de Mirmanda, magnus commendator Hospitalis, Helenae, filiae Hugonis de Bussarre, castella Remesca et Bocombre sub censu CCC bisantiorum pro II militum alberga conferendorum locat. »
« Bail fait par Pierre de Mirmande, grand commandeur de l'ordre, à Hélène, fille de Hugues de Bussarre, des châteaux de Remesca et Bocombre, sous la redevance de 300 besans pour l'albergue de deux chevaliers, du 4 des nones de mars 1202. »
À la suite de la disparition du supérieur, Pierre de Mirmande remplace ad interim celui-ci et dirige de ce fait l'ordre.
C'est donc dans ce cadre que le 23 mars 1203, Pierre de Mirmande part en mission diplomatique à Antioche aux côtés de Philippe du Plaissis, grand maître de l'ordre du Temple et de Soffredo Gaetani, légat du pape Innocent III. Tous trois tentent une médiation pour résoudre la guerre de succession entre Bohémond IV et Raymond-Roupen concernant la Principauté d'Antioche,.
Cet élément indique qu'à cette date, le nouveau supérieur Alphonse de Portugal n'a pas encore été nommé ou qu'il n'est pas encore arrivé en Orient.
Il est possible que Pierre de Mirmande soit resté grand commandeur sous le court magistère d'Alphonse de Portugal. En effet, le suivant, connu sous le prénom d'Isembard, apparaît dans un acte datant de février 1207 ou 1208.